# Elisha Cuthbert
Elisha Ann Cuthbert Phaneuf (Calgary, 30 novembre 1982) è un'attrice canadese.
Ha guadagnato fama internazionale grazie al ruolo di Kim Bauer, figlia di Jack Bauer, nella serie televisiva 24 (2001-2010), e per le sue interpretazioni nei film La ragazza della porta accanto (2004) e La maschera di cera (2005).
Considerata un sex symbol degli anni 2000, è stata spesso citata come una delle donne più "sexy" e come "più bella" nel mondo: fra gli altri, nel 2013 è stata nominata "la donna più bella della TV" dalla rivista Maxim.

## Biografia
Prima figlia di Kevin e Patricia Cuthbert, è di origini miste inglesi e scozzesi; dopo la sua nascita i suoi genitori si trasferiscono a Longueuil, in Québec. Cresce a Greenfield Park, vicino a Montréal, circostanza che le permette di padroneggiare la lingua francese, oltre alla sua materna lingua inglese.
Inizia a calcare le scene in giovane età, nel 1989, come modella-bambina di varie linee di prodotti per giovani. La sua prima apparizione televisiva risale a un episodio della serie antologica Hai paura del buio?, che le vale l'ingaggio per una parte nel film Dancing on the Moon (1996). Acquisisce maggiore popolarità alla fine degli anni 1990, quando gira il thriller Airspeed, accanto a Joe Mantegna, e partecipa alla serie televisiva Popular Mechanics for Kids con Jay Baruchel.

### Anni 2000
Dopo il diploma, nel 2000, alla Centennial Regional High School, si trasferisce a Los Angeles per intraprendere la carriera hollywoodiana. Ottiene il ruolo di Kim Bauer, figlia dell'agente Jack Bauer (interpretato da Kiefer Sutherland), nella serie televisiva 24, interpretazione che le dà la definitiva popolarità. Nel contempo, gira in patria il film per la televisione Lucky Girl, per la cui interpretazione è premiata con un Gemini Award. Non ottenuta la parte di Mary Jane Watson, per il film Spider-Man (andata a Kirsten Dunst), Elisha interpreta piccole parti in film come Old School e Love Actually - L'amore davvero. Nel 2004 recita nel film che la consacra come sex symbol, La ragazza della porta accanto, con Emile Hirsch, pellicola che non ha successo di critica, ma le vale due candidature agli MTV Movie Awards.

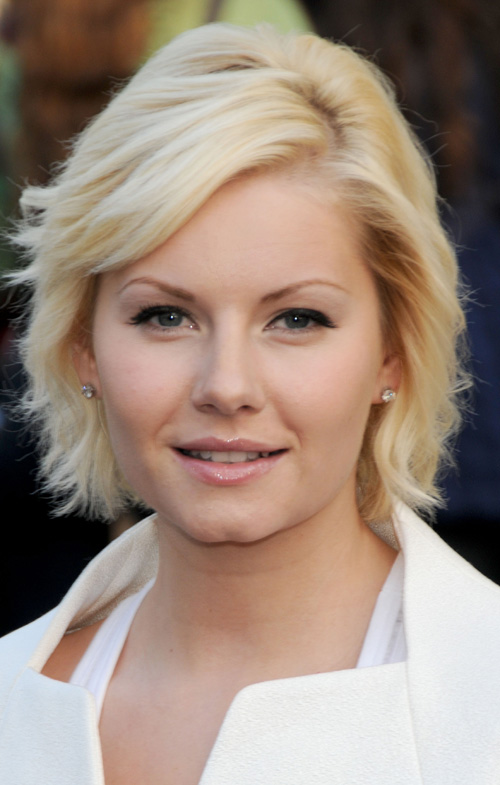
Elisha Cuthbert nel 2009

Nel 2005 gira con Paris Hilton e Chad Michael Murray La maschera di cera (remake dell'omonimo film del 1953). L'Houston Chronicle ne dà una recensione negativa con l'eccezione della sua interpretazione. Cuthbert ottiene la nomination ai Teen Choice Awards nelle categorie "miglior combattimento" e "migliore attrice" per un film azione/avventura/thriller. Sempre nel 2005 interpreta e coproduce il film indipendente The Quiet - Segreti svelati, nel ruolo di Nina, una cheerleader vittima di abusi sessuali. All'inizio del 2006 Cuthbert appare nel video musicale Perfect Situation di Weezer e con un piccolo ruolo nella clip musicale di Paris Hilton Nothing in This World.
Nel 2007 è protagonista del thriller psicologico Captivity, ruolo per il quale è candidata per un Razzie Awards come "peggior attrice" e per un Teen Choice Award come "miglior attrice" per un film horror/thriller. Nello stesso anno è nel cast principale di Un uomo qualunque, in cui recita accanto a Christian Slater e William H. Macy. Nel 2010 ha un ruolo ricorrente nella serie TV The Forgotten.

### Anni 2010
Dal 2011 al 2013 è tra i protagonisti della serie televisiva Happy Endings, al fianco di Eliza Coupe, Zachary Knighton, Adam Pally, Damon Wayans Jr. e Casey Wilson. Nonostante il plauso della critica e un seguito di culto, la serie è annullata dall'ABC dopo la conclusione della sua terza stagione il 3 maggio 2013. Cuthbert è candidata per l'Online Film & Television Association nel 2012 nella categoria "miglior cast in una serie comica".
Nel 2013 ha sposato il giocatore di hockey su ghiaccio canadese Dion Phaneuf.
Dopo aver recitato nel 2014 in Just Before I Go, esordio alla regia di Courteney Cox, l'anno seguente torna in televisione con la sitcom One Big Happy di Ellen DeGeneres. Nel settembre 2015 è annunciata la sua partecipazione al cast di The Ranch, serie comica di Netflix.

## Filmografia

### Attrice

#### Cinema
- Dancing on the Moon, regia di Kit Hood (1997)
- Nico l'unicorno (Nico the Unicorn), regia di Graeme Campbell (1998)
- Who Gets the House?, regia di Timothy J. Nelson (1999)
- Due passi nel tempo (Time at the Top), regia di Jim Kaufman (1999)
- Airspeed, regia di Robert Tinnell (1999)
- Believe, regia di Robert Tinnell (2000)
- Old School, regia di Todd Phillips (2003)
- Love Actually - L'amore davvero (Love Actually), regia di Richard Curtis (2003)
- La ragazza della porta accanto (The Girl Next Door), regia di Luke Greenfield (2004)
- La maschera di cera (House of Wax), regia di Jaume Collet-Serra (2005)
- The Quiet - Segreti svelati (The Quiet), regia di Jamie Babbit (2005)
- Captivity, regia di Roland Joffé (2007)
- Un uomo qualunque (He Was a Quiet Man), regia di Frank A. Cappello (2007)
- My Sassy Girl, regia di Yann Samuell (2008)
- 6 mogli e un papà (The Six Wives of Henry Lefay), regia di Howard Michael Gould (2009)
- Goon, regia di Michael Dowse (2011)
- Just Before I Go, regia di Courteney Cox (2014)
- Goon: Last of the Enforcers, regia di Jay Baruchel (2017)
- Bandit, regia di Allan Ungar (2022)

#### Televisione
- Hai paura del buio? (Are You Afraid of the Dark?) – serie TV, 24 episodi (1996-2000)
- Popular Mechanics for Kids – serie TV (1997-2000)
- Mail to the Chief, regia di Eric Champnella – film TV (2000)
- Are You Afraid of the Dark?: The Tale of the Silver Sight, regia di Mark Soulard – film TV (2000)
- Lucky Girl, regia di John Fawcett – film TV (2001)
- Largo Winch – serie TV, episodio 1x17 (2001)
- 24 – serie TV, 79 episodi (2001-2010) – Kim Bauer
- Ny-Lon, regia di Larry Shaw – film TV (2009)
- Guns – miniserie TV, regia di David Sutherland (2009)
- The Forgotten – serie TV, 6 episodi (2010)
- Happy Endings – serie TV, 57 episodi (2011-2013)
- Happy Endings: Happy Rides – webserie, 5 webisodi (2012)
- One Big Happy – serie TV, 6 episodi (2015)
- The Ranch – serie TV (2016-2020)

#### Videoclip
- Perfect Situation - Weezer (2005)
- Nothing in This World - Paris Hilton (2006)
- Here Comes My Man - The Gaslight Anthem (2012)
- Make Our Own Way - Little Brutes (2015)

### Doppiatrice
- 24: The Game – videogioco (2006) – Kim Bauer
- I Griffin (Family Guy) – serie animata, episodio 7x06 (2008)

## Doppiatrici italiane
Nelle versioni in lingua italiana dei suoi lavori, Elisha Cuthbert è stata doppiata da:
- Laura Latini in 24, The Forgotten
- Ilaria Latini in Love Actually - L'amore davvero, Happy Endings
- Barbara De Bortoli in Captivity, Un uomo qualunque
- Valentina Mari in Old School
- Eleonora De Angelis in La ragazza della porta accanto
- Myriam Catania in La maschera di cera
- Alessia Amendola in The Quiet - Segreti svelati
- Barbara Pitotti in 6 mogli e un papà
- Emanuela D'Amico in The Ranch
- Moira Angelastri in Goon: Last of The Enforcers
- Perla Liberatori in My Sassy Girl
- Emanuela Damasio in Bandit